# Sadeq Khan Zand
Sadeq Khan Zand (en persan : صادق خان زند), mort en 1782, fut le cinquième chah de la Dynastie Zand, qui régna sur la Perse du 22 août 1779 au 14 mars 1781.

## Biographie
Sadeq Khan était un des frères de Karim Khan, mais, contrairement à ce dernier, Sadeq était bien connu pour sa corruption. Le cours de son règne fut le sommet de son mauvais jugement politique. Quand, le 19 juin 1779, Abolfath Khan (neveu de Sadeq) devint le seul maître d'Iran, un autre des frères de Sadeq et de Karim, Zaki Khan, qui était fort corrompu et connu pour sa cruauté, devint régent et conseiller du jeune chah, grâce à quoi ce dernier, Abolfath, réussit à survivre quelque temps. Après le meurtre de Zaki Khan par les habitants d'Ispahan, il perdit ses pouvoirs et nombreux étaient ceux qui attendaient le moment de rebeller.
Alimorad, commandant l'armée royale, qui avait été envoyé pour réprimer les attaques des Qadjars dans le nord, trahit Abolfath et laissa la capitale sans défense. Sadeq se mit dont à la tête de ses troupes et partit de Kerman pour prendre la place d'Abolfath. Quand Sadeq fit le siège de Chiraz, il rencontra peu de résistance. Le 22 août 1779, il prit Chiraz et fit assassiner son neveu Abolfath Khan, après lui avoir arraché les yeux de ses orbites et s'être déclaré lui-même maître du royaume perse.
Pendant ce temps, Alimorad s'était emparé d'Ispahan et, grâce à sa puissance militaire, la prise de la capitale ne fut pas une surprise. En 1781, Alimorad prit Chiraz et devint le nouveau roi du royaume perse. Il fit ensuite assassiner Sadeq Khan et la violente succession des rois Zand se poursuivit.